# Radio Chemnitz
Radio Chemnitz ist ein privater Hörfunksender aus Chemnitz. Sendestart war der 23. Mai 1993. Von 1999 bis zum 22. Juli 2007 nannte sich der Sender Chemnitz 102 Punkt 1.
Das Mantelprogramm von Radio Chemnitz stammt von der Broadcast Sachsen GmbH & Co. KG, die unter anderem Antenne Sachsen sowie auch Hitradio RTL bestückt. Direkt in Chemnitz werden lediglich die Lokalnachrichten für Chemnitz produziert. Das Repertoire des Senders mit dem Claim „Der Sound für Chemnitz Stadt und Land“ beinhaltet vor allem Musik von den 1980er Jahren bis heute.

## Allgemeine Informationen
Radio Chemnitz ist Mitglied des Senderzusammenschlusses im Sachsen Funkpaket. Die speziell für die Großstädte und Ballungsräume Sachsens eingerichteten Sender strahlen jeweils ein 24-Stunden-Vollprogramm aus, so auch Radio Chemnitz. Der Sender spricht eine Hörerzielgruppe im Alter von 30 bis 49 Jahren an. Er spielt hauptsächlich das Adult-Contemporary-Musikformat. Daneben gibt es stündliche Nachrichten, welche immer 10 Minuten vor der vollen Stunde gesendet werden und aus diesem Grund mit dem Claim "Immer 10 Minuten früher informiert" beworben werden. Zusätzlich werden Verkehrsmeldungen im Halbstundentakt sowie aktuelle Informationen und Veranstaltungshinweise für die Region gesendet.

## Geschichte
Am 23. Mai 1993 drückte der damalige Chemnitzer Oberbürgermeister Peter Seifert den Startknopf. Die erste Sendung bei 102,1 Radio Chemnitz moderierten Heike Leschner und Konnie Oeser †.
Seit Sendestart ist Tino Utassy Geschäftsführer von Radio Chemnitz. 
Verkaufsleiter ist Andreas Schuhknecht.

## Funkhaus
Produziert wird das Programm von Radio Chemnitz seit Februar 2003 im Medienhaus auf der Carolastraße. Dort sitzt Radio Chemnitz unter einem Dach mit dem Lokalstudio des MDR. Seit Sendestart hatte Radio Chemnitz sein Funkhaus im Ärztehaus auf der Clausstraße, bevor der Sender im Februar 2003 direkt ins Stadtzentrum von Chemnitz zog.
Im Dezember 2009 erhielt Radio Chemnitz ein neues Sendestudio.

## Programmdirektoren
- Uwe Schneider (01/1999 – 12/2009)
- Matthias Montag (05/2010 – 04/2013)
- Karin Müller (01/2014 – 03/2014)
- Andrea Krüger (05/2010 – 08/2024)
- Hagen Ullrich (seit 09/2024)

## Programm
| Sendezeit           | Sendungsname               | Moderatoren                           |
| ------------------- | -------------------------- | ------------------------------------- |
| 0450 Uhr – 0950 Uhr | André und die Morgenmädels | mit André Hardt und Kristin Hardt     |
| 0950 Uhr – 1350 Uhr | Chemnitz bei der Arbeit    | mit Marcel Wentzke                    |
| 1350 Uhr – 1850 Uhr | Hallo Chemnitz             | mit Roman Knoblauch                   |
| 1850 Uhr – 2050 Uhr | Chemnitz am Abend          | mit Daniel Pavel oder Stephan Bodinus |

| Sendezeit           | Sendungsname               | Moderatoren                       |
| ------------------- | -------------------------- | --------------------------------- |
| 0450 Uhr – 0950 Uhr | André und die Morgenmädels | mit André Hardt und Kristin Hardt |
| 0950 Uhr – 1350 Uhr | Chemnitz bei der Arbeit    | mit Marcel Wentzke                |
| 1350 Uhr – 1850 Uhr | Hallo Chemnitz             | mit Roman Knoblauch               |
| 1850 Uhr – 2350 Uhr | Freitag-Nacht              | mit Stephan Bodinus               |

| Sendezeit           | Sendungsname               | Moderatoren                       |
| ------------------- | -------------------------- | --------------------------------- |
| 0650 Uhr – 1150 Uhr | André und die Morgenmädels | mit André Hardt und Kristin Hardt |
| 1150 Uhr – 1750 Uhr | Endlich Wochenende         | mit Andrea Krüger                 |
| 1750 Uhr – 1950 Uhr | Chemnitz Charts            | mit Mark Mathew                   |
| 1950 Uhr – 0250 Uhr | Samstag-Nacht in the Mix   | Programm ohne Moderation          |

| Sendezeit           | Sendungsname       | Moderatoren          |
| ------------------- | ------------------ | -------------------- |
| 0650 Uhr – 0850 Uhr | Endlich Wochenende | mit Matthias Zilch   |
| 0850 Uhr – 1250 Uhr | Reiseexpress       | mit Matthias Zilch   |
| 1250 Uhr – 1750 Uhr | Endlich Wochenende | mit Robert Drechsler |
| 1750 Uhr – 2050 Uhr | Chemnitz am Abend  | mit Robert Drechsler |

## Mitarbeiter
Moderatoren
| - André Hardt - Kristin Hardt - Mirjam Köfer | - Marcel Wentzke - Roman Knoblauch - Stephan Bodinus | - Falko Maiwald - Mark Mathew - Robert Drechsler | - Andrea Krüger - Daniel Pavel - Matthias Zilch |

| Redaktionsleitung - Sven Günther | Nachrichtenredaktion - Lutz Escher - Conny Hartmann - Nicole Seelent - Karsten Kolliski | Sportredaktion - Jens Umbreit | Verkehrsredaktion - Mirjam Köfer - Matthias Zilch - Robert Drechsler |

Stationvoice
- Christian Blecken (seit 02/2015)
- Christin Pols (seit 08/1999)
- Karsten Klaue † (05/2010 – 01/2015)
- Bodo Venten (08/1999 – 04/2010)

## Empfang
Das Programm von Radio Chemnitz wird über UKW auf folgenden 5 Frequenzen ausgestrahlt.
| Region             | Frequenz  |
| ------------------ | --------- |
| Chemnitz           | 102,1 MHz |
| Limbach-Oberfrohna | 107,3 MHz |
| Neukirchen/Erzgeb. | 95,8 MHz  |
| Zschopau           | 91,7 MHz  |
| Flöha              | 99,0 MHz  |

Außerdem ist das Programm über DAB+ in Chemnitz im Kanal 5B sowie im Raum Südwestsachsen im Kanal 8A zu empfangen.
Als Livestream wird Radio Chemnitz weltweit im Internet übertragen.
Des Weiteren werden weitere Streams angeboten:
- Radio Chemnitz
- Radio Chemnitz 2
- 80er Kulthits
- 90er XXL
- Top Hits
- Freitag Nacht
- Sommerradio
- Weihnachtsradio